# NGK-Masters
NGK-Masters är en årlig tävling där Svenska mästare, europamästare och världsmästare möter folkraceeliten i en folkracetävling. Tävlingen bygger på att få de bästa förarna från olika discipliner att avsluta säsongen med ett "all star championship". 
Principen är "alla mot alla på samma villkor". I en kul säsongsavslutning samlas förare, bredd och elit från många olika motorsportdiscipliner och gör upp om vem som är årets verkliga mästare. En tävling på lek och allvar där förarna med skräckblandad förtjusning försöker vara lagom kaxiga med glimten i ögat.
Tävlingen har körts sedan 2005. Första året hette tävlingen BDC-Racet och kördes liksom 2006 på Westombanan i Arvika. 2006 bytte tävlingen namn till BDC-MAsters för att från och med 2007 heta NGK-Masters. Sedan 2007 har NGK-Masters körts på Kalvholmens motorstadion i Karlstad.

## Deltagare (urval)
- Stig Blomqvist
- Johan Kristoffersson
- Emil Kåberg
- Sebastian Eriksson
- Kevin Eriksson
- Janne "Flash" Nilsson
- Richard Göransson
- Fredrik Ekblom
- Tommy Kristoffersson
- Henning Solberg
- Sverre Isachsen
- PG Andersson
- Patrik Sandell
- Jörgen Jönsson
- Kris Meeke
- Mattias Särnholm
- Mats Jonsson
- Peter Karlsson

| År   | Seniorer                       | Damer                              | Juniorer                          |
| ---- | ------------------------------ | ---------------------------------- | --------------------------------- |
| 2005 | Per Christensson, Kils MK      | Jenny Eliasson, Årjängs MK         | Johan Carlsson, Degerfors RC      |
| 2006 | Stefan Eliasson, Årjängs MK    | Jenny Eliasson, Årjängs MK         | Rasmus Persson, SMK Eda           |
| 2007 | Fredrik Lindberg, Dals MK      | Jenny Eliasson, Årjängs MK         | Andreas "Knacken" Olsson, SMK Eda |
| 2008 | Andreas Dahlberg, Mora MK      | Therese Lennartsson, Tomelilla MK  | Johan Eriksson, MK Ratten         |
| 2009 | Daniel Wall, MSK Kvarnvingarna | Annelie Andersson, MK Team Treske  | Andreas Wernersson, Linköpings KK |
| 2010 | Daniel Wall, MSK Kvarnvingarna | Jeanette Kjäll, MSK Hammaren       | Sebastian Eriksson, Hagfors MK    |
| 2011 | Daniel Wall, MSK Kvarnvingarna | Annelie Andersson, MK Team Treske  | Kevin Eriksson, MK Speed          |
| 2012 | Daniel Wall, MSK Kvarnvingarna | Jennika Jennerfors, Robertsfors MS | Kevin Eriksson, MK Speed          |
| 2013 | Martin Lundqvist, Fagersta MK  | Sandra Hultgren, SMK Eda           | Kevin Eriksson, MK Speed          |
| 2014 | Tobias Svärd, MK Orion         | Sandra Hultgren, SMK Eda           | Joel Olsson, SMK Söderhamn        |
| 2015 | Sebastian Eriksson, Hagfors MK | Sandra Hultgren, SMK Eda           | Tobias Flink, Hallsbergs MK       |
| 2016 | Sebastian Eriksson, Hagfors MK | Jennie Käll, MSK Hammaren          | Emil Hultenius, Jönköpings MK     |